# 223 v.Chr.
Het jaar 223 v.Chr. is een jaartal volgens de christelijke jaartelling.

## Gebeurtenissen

### Italië
- Gaius Flaminius en Publius Furius Philus zijn consul in het Imperium Romanum.
- Een Romeins leger onder Gaius Flaminius steekt in Noord-Italië de rivier de Po over en verslaat de Insubres.

### Europa
- Koning Urianus (223 - 218 v.Chr.) volgt zijn vader Andragius op als heerser van Brittannië.

### Griekenland
- Antiphilus beëindigt zijn ambtsperiode als archon eponymos van Athene.
- Antigonus III Doson van Macedonië verovert Arcadië en sticht een statenbond onder zijn voorzitterschap.

### Perzië
- Seleucus III Ceraunus wordt tijdens een veldtocht in Anatolië door hovelingen vergiftigd.
- De 18-jarige Antiochus III de Grote (223 - 187 v.Chr.) bestijgt als koning de troon van het Seleucidenrijk.

### China
- Qin Shi Huangdi verslaat in een veldslag met een Chinees leger van ± 600.000 man de Chu (staat).

## Overleden
- Seleucus III Ceraunus (~243 v.Chr. - ~223 v.Chr.), koning van het Seleucidenrijk (Syrië) (20)